# Augusta dos Tréveros
Augusta dos Tréveros (em latim: Augusta Treverorum) era uma cidade da província da Germânia Inferior do Império Romano, as margens do rio Mosela. Era o assentamento antecedente à atual cidade de Tréveris e uma das três cidades ao norte dos Alpes que levaram o nome do imperador Augusto (r. 27 a.C.–14 d.C.)
Os primeiros assentamentos datam de tempos pré-históricos. No bairro romano dos oleiros, às margens do Mosela, detectou-se elementos da Cultura da cerâmica linear. A zona provavelmente havia sido desflorestada e um vau se encontrava no lugar onde os romanos construíram a primeira ponte de madeira sobre o Mosela em 17 a.C. (segundo datação dendrocronológica). Supõe-se que a cidade tenha sido fundada por esta época. Os fragmentos de uma inscrição sobre um monumento dos netos de Augusto, Lúcio e Caio, falecidos em 2 e 4 d.C. respectivamente, demonstra que nos finais do reinado de Augusto o assentamento possuía estruturas urbanas. A análise dos elementos sobreviventes da época romana na área urbana confirmam esta evolução. Isso coincide com o abandono do assentamento sobre o monte vizinho, de modo que possa ter havido uma transferência do centro administrativo tribal dos tréveros.
A cidade cresceu rapidamente. Tácito menciona pela primeira vez uma ponte de pedra sobre o Mosela em um relato sobre a Revolta dos Batavos em 69 e também que a cidade era uma colônia romana. Uma vez que não há nenhuma outra evidência, não está definitivamente claro se Tácito empregou o termo num sentido legal ou somente urbanístico, o que parece ser mais provável, e isso prova a importância da cidade. Em torno de 100, construiu-se as Termas do mercado de gado (também chamadas Termas do Fórum) e o anfiteatro de Tréveris. No século II, foram edificadas as Termas de Bárbara e no século IV, mais precisamente no reinado de Constantino (r. 306–337), as Termas imperiais. No século IV, Augusta dos Tréveros contava com ca. 80 000 habitantes e era a maior cidade ao norte dos Alpes.

## Galeria

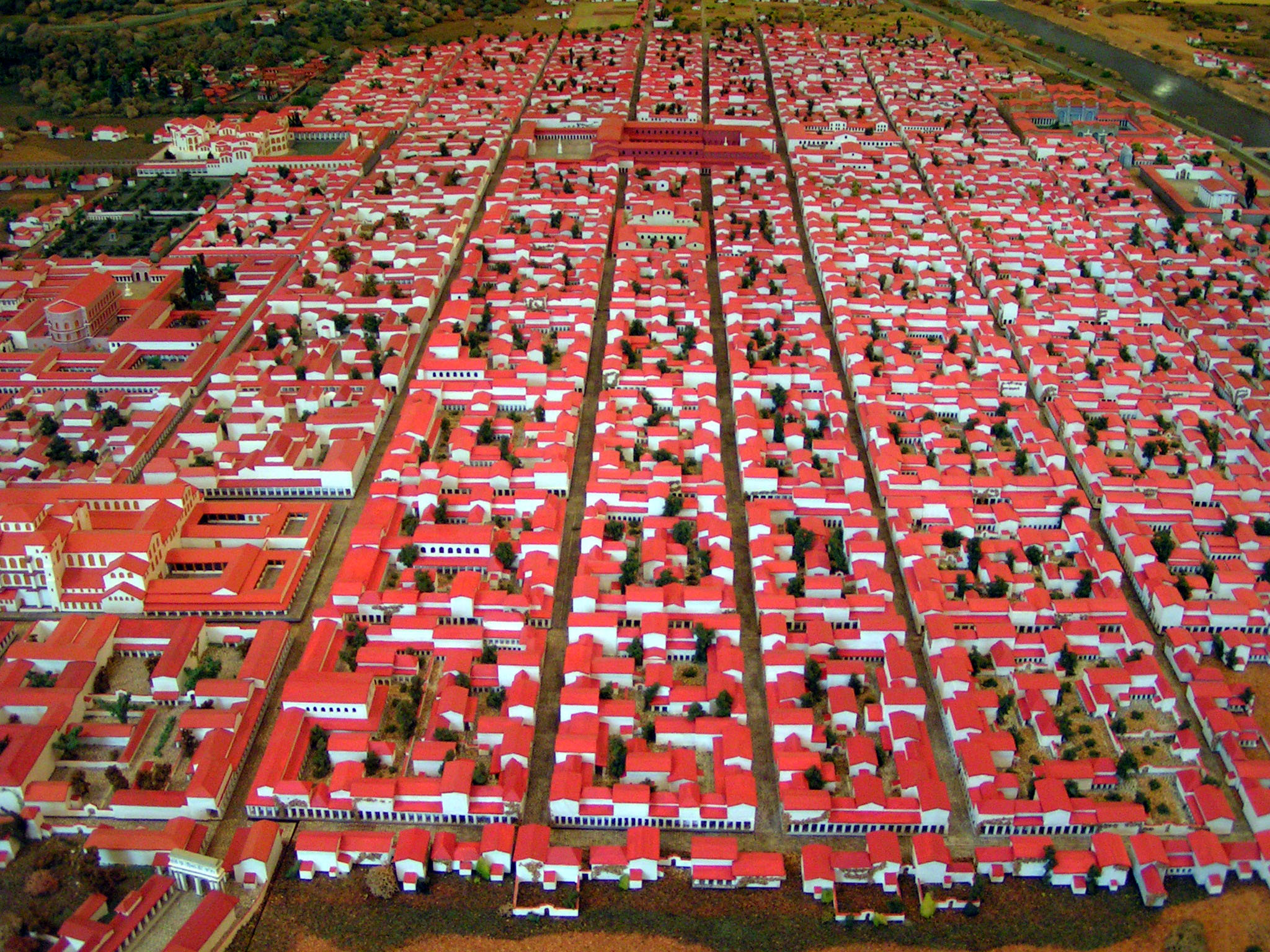
Maquete da cidade
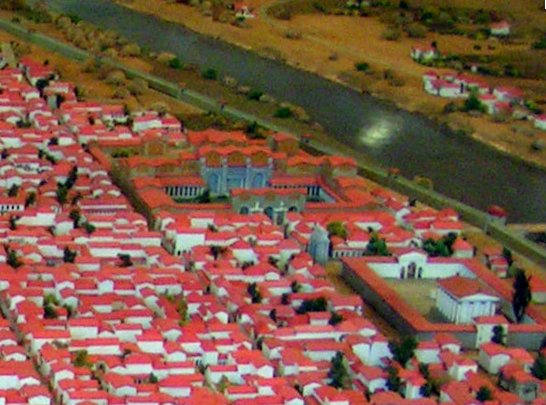
Termas de Bárbara
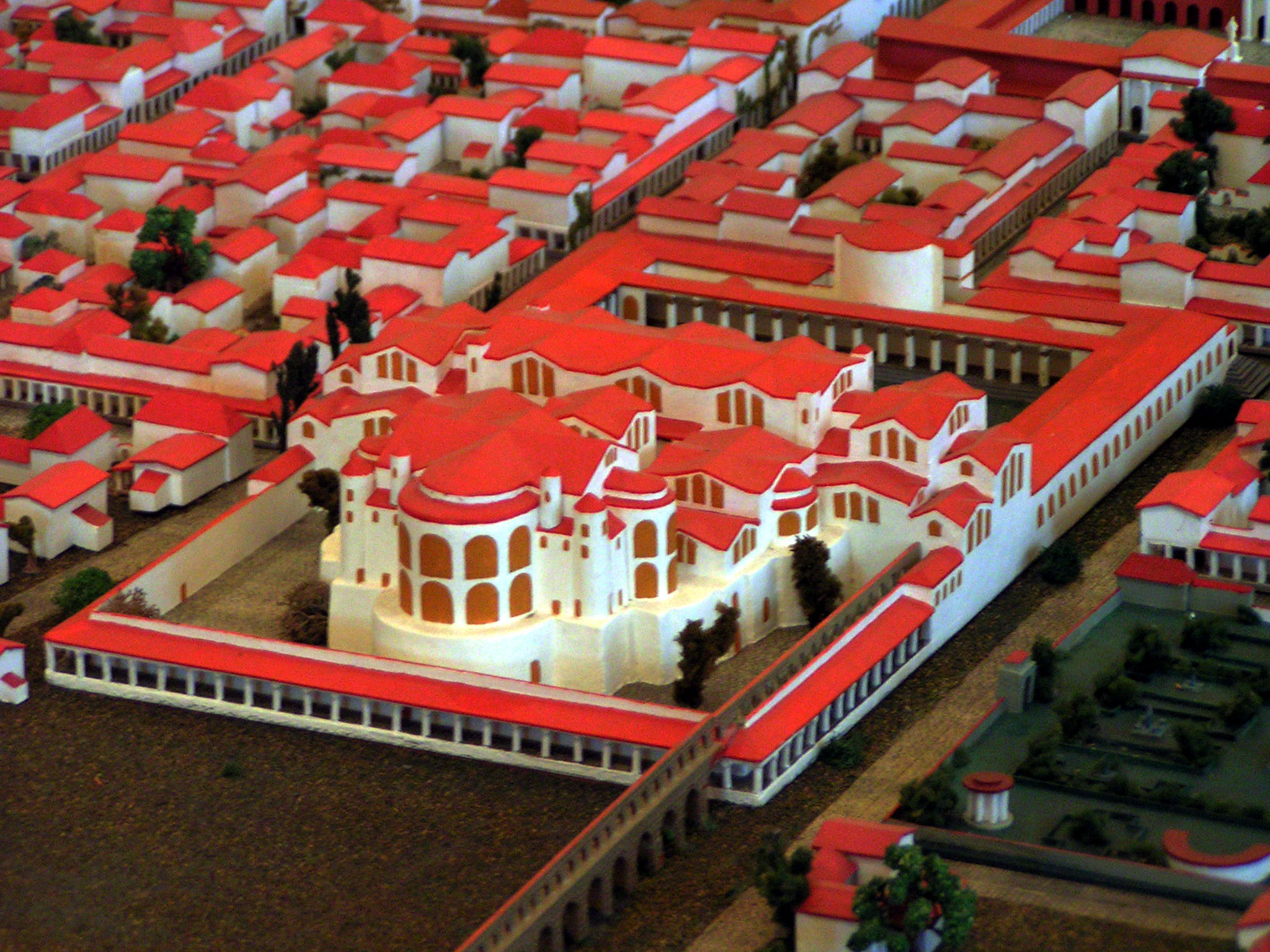
Termas imperiais